# بانک سیلون
بانک سیلون (انگلیسی: Bank of Ceylon) شرکت خدمات مالی و بانکداری سریلانکایی است، که در سال ۱۹۳۹ توسط ارنست دا سیلوا تأسیس شد. 